# Løgumkloster
Løgumkloster é um município da Dinamarca, localizado na região sul, no condado de Sonderjutlândia.
O município tem uma área de 200 km² e uma população de 6 846 habitantes, segundo o censo de 2005.